# ميكيل أولمو
ميكيل اولمو (بالإسبانية: Miquel Olmo Forte) (20 يناير 1966 بتاراسا في إسبانيا - ) هو مدرب كرة قدم ولاعب كرة قدم إسباني في مركز الهجوم. لعب مع FC Vilafranca ‏ وCF Gavà ‏ ونادي تيراسا ‏ وCE Premià ‏ وEC Granollers ‏ وCE Júpiter ‏ وUE Rubí ‏.